# Usman Alimov
Usman Khan Alimov (Ishtikhon, 1º gennaio 1950 – 15 agosto 2021) è stato un Gran Mufti dell'Uzbekistan.

## Biografia
Alimov ricevette l'istruzione scolastica nella sua città fra il 1957 e il 1967. Presa la decisione di dedicarsi alla vita religiosa, nel biennio 1982-1983 studiò a Bukhara alla madrasa Miri Arab, poi studiò a Tashkent all'Istituto Islamico Imam al-Bukhari, dove si laureò nel 1987. Nello stesso anno divenne imam nella moschea di Payariq. Nel biennio 1989-1990 si recò in Marocco, dove perfezionò i suoi studi religiosi all'Università Karaviyin a Fès. Nel 2000 fu nominato Muftī della regione di Samarcanda. Nel 2006 fu nominato Gran Mufti dell'Uzbekistan.